# مریدیه

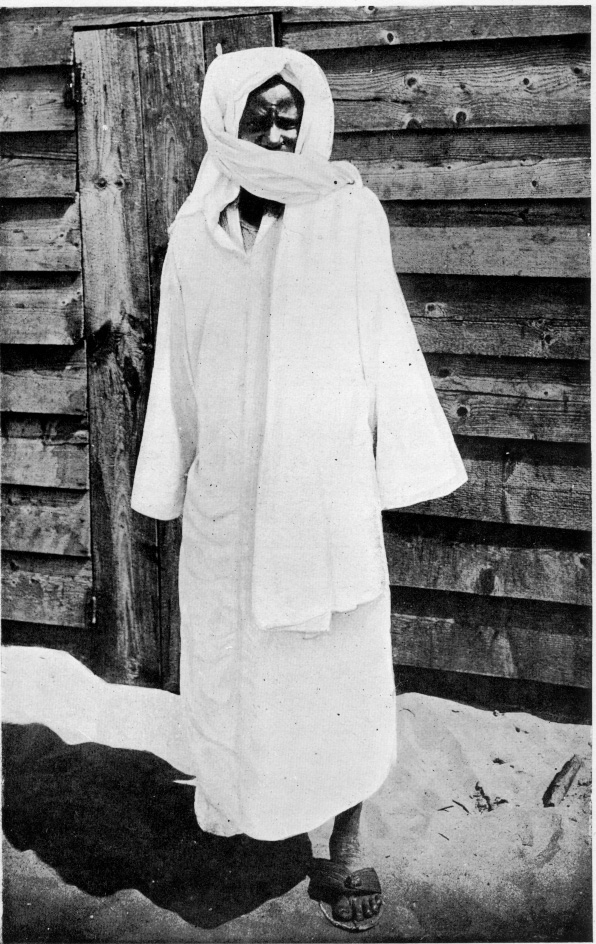
احمد بامبا مؤسس طریقت مریدیه (مریدی)

طریقت مریدیه (ولوفی: yoonu murit، عربی: الطریقة المریدیة aṭ-īarīqat al-Murīdiyyah یا به سادگی المریدیة، المریدیه) یک شاخه بزرگ در تصوف است که بیشترین پیروان آن در سنگال و گامبیا زندگی می‌کنند. این طریقت دارای دفتر مرکزی در شهر طوبی در سنگال است که یک شهر مقدس برای این شاخه از تصوف محسوب می‌شود. پیروان آن مرید نامیده می‌شود، که از کلمه عربی مرید (به معنای لفظی "کسی که بخواهد") مشتق شده است. پیروان این طریقت خود را طالب می‌نامند. در این طریقت داشتن شیخ (پیر طریقت، مرشد، مراد) برای پیروان امری بسیار مهم محسوب می‌شود. این شاخه از تصوف حدود ۴۰ درصد از جمعیت سنگال را تشکیل می‌دهند.

## بای فال
بای فال زیرشاخه‌ای از طریقت مریدیه در سنگال است. این شاخه درصد کمی از جمعیت ۱۷ میلیونی سنگال را تشکیل می‌دهد. اکثر جمعیت این کشور مسلمان هستند.
پیروان این شاخه از اسلام، با ظاهر متفاوت، روش‌های نیایش غیرمتعارف دارند. پیروان این فرقه باور دارند اولین بار، در دهکده امباکه کادیور ابراهیما فال، بنیان‌گذار این گروه، شیخ احمدو بامبا را ملاقات کرد. شیخ احمدو در قرن نوزدهم طریقت مریدیه را تأسیس کرد که انشعابی از تصوف بود.